# Argyripnus atlanticus
Espèce
Argyripnus atlanticus est un poisson stomiiforme.

## Distribution
Cette espèce de poisson vit dans l'océan atlantique, principalement à proximité de l’Amérique centrale mais aussi du Brésil. On la retrouve également entre le Portugal et le Maroc.